# Louise Mellema
Louise Mellema (Zoutkamp, 5 december 1900 – Schiermonnikoog, 16 november 1990) was een Nederlands schrijfster.
Ze was dochter van sluiswachter Theunis Lourens Mellema (initiatiefnemer van het Noordelijk Scheepvaartmuseum) en Fenna Orré. Zelf was ze tussen 1919 en 1928 getrouwd met predikant Hermanus Helenius Baudet, hertrouwde met Marinus de Jong waarvan ze in 1952 scheidde  en in 1972 werd ze de tweede vrouw van cellist Hugo Nolthenius (1892-1979) waar ze al vele jaren mee samen was.
Met Marinus de Jong had ze een zoon, geboren in 1930: Arnout Floris Orre de Jong, journalist, overleden in 1978.
Ze woonde jarenlang in en om Haarlem. Ze raakte bevriend  met de schrijvers Adriaan Roland Holst en Godfried Bomans. Ze was lid van de SDAP.
Artikelen van haar verschenen in dag- en weekbladen als ook in het maandblad Spiegel der Zeilvaart. Zo schreef ze in 1964 het "In memoriam van Klaas van der Geest" voor de Leeuwarder Courant.
Van haar hand verscheen:
- Het eiland Schiermonnikoog (in het verlopend tijd der historie (1964)
- kroniek over schipper Mees Toxopeus
- biografie over Martin van Waning
- Schiermonnikoog lytje pole
- De magie van de zee (1938; verhalenbundel met verhalen die ze in de jaren 30 schreef voor het Algemeen Handelsblad; heruitgave 1986).

Componist Jeppe Moulijn gebruikt haar tekst van Soms in de schemering voor een van zijn werken.
Ze was tante van Rutger Hauer (moeder Teunke Mellema). Het echtpaar Mellema en Nolthenius ligt begraven op Schiermonnikoog. Waar ze vanaf 1952 woonden in het huisje Toomelid.
- Nederlandse Thesaurus van Auteursnamen: 072623721
- Système universitaire de documentation: 144488604
- Virtual International Authority File: 213530936
- WorldCat: E39PBJdrMpMVycHPvFBhvrpwYP